# 滨海1944年夏季战役
滨海1944年夏季战役，中国亦称滨海1944年反“扫荡”，是中国抗日战争中，中日双方发生的战役。